# Castelnaudary

Castelnaudary este o comună în departamentul Aude din sudul Franței. În 1 ianuarie 2022 avea o populație de 12.212 de locuitori.